# Spiro (entreprise)
Spiro (anciennement MAuto) est une société africaine de véhicule électrique (VE) basée à Nairobi au Kenya, et fondée en 2019 avec le soutien du groupe Equitane de Gagan Gupta. La société est spécialisée dans les motos électriques et les infrastructure d'échange de batterie.  En 2025, Spiro opère dans six pays africains: le Togo, le Bénin, le Rwanda, le Kenya, l'Ouganda et le Nigeria, avec pour mission de réduire la dépendance du continent aux combustibles fossiles,. Le PDG de la société est Kaushik Burman,.

## Produit
Les motos de Spiro ont une autonomie de 75 à 90 km en fonction de leur utilisation et du modèle. Les motos électriques utilisent des batteries nécessitent jusqu'à quatre heures pour être rechargées. Le modèle basé sur l'échange de batteries permet aux conducteurs d'accéder à des stations d'échange (à charge rapide ou lente) ainsi qu'à des options de charge à la maison.
Spiro permet à ses utilisateurs sans accès bancaire classique de payer avec MTN Mobile Money (carte MoMo) dans des pays comme le Rwanda.

## Histoire
Fondée en 2019, Spiro reçoit un financement initial de 85 millions de dollars du groupe Equitane, anciennement Fonds de transformation et d'industrialisation de l'Afrique (ATIF),.
En 2022, Spiro se lance au Togo et au Bénin.
En mai 2023, Spiro reçoit un investissement de 63 millions de dollars de la Société Générale, pour financer son expansion au Kenya et en Ouganda. L’objectif de ce financement est de financer l'acquisition de 15 700 motos supplémentaires dans ces pays,,. La même année, l'entreprise s’est étendu au Kenya, au Rwanda, à l'Ouganda et au Nigéria. En Ouganda, Spiro s'associe au gouvernement pour remplacer sa flotte de motos taxis à fortes émissions par des deux-roues électriques.
En décembre 2023, l'entreprise déclare avoir effectué cinq millions d'échanges de batteries dans ses 175 stations d'échange. En août de la même année, Spiro lance deux usines d'assemblage au Bénin et au Togo.
En janvier 2024, la société de financement d'actifs Watu Credit et Spiro Kenya annoncent un partenariat visant à améliorer l'accès au financement des motos électriques au Kenya.
Début 2024, Spiro reçoit 50 millions de dollars de la Banque africaine d'import-export (Afreximbank),,.
En mai 2024, Spiro est classée parmi les 100 entreprises les plus influentes de 2024 du Time. Le même mois, l'entreprise déclare une flotte de 14 000 deux-roues électriques et neuf millions d'échanges de batteries dans cinq pays,. Le même mois, l’entreprise s’associe à Max, une plateforme tech démocratisant l’accès à la propriété de véhicules,.   En juillet, la startup dépasse son concurrent Ampersand, une société de motos électriques basée à Kigali.
En septembre 2024, Spiro lance un centre de fabrication sur Old Mombasa Road à Nairobi.
En février 2025, Spiro déclare posseder 18 000 motos en circulation, avoir effectué 11 millions d'échanges de batteries et permis à 428 millions de kilomètres d'être parcourus sans CO₂. L'entreprise vise deux millions de motos électriques en circulation en Afrique pout 2030. 
En 2025, Spiro prévoit d'ouvrir deux usines d'assemblage de véhicules électriques au Kenya et dans l'État d'Ogun, au Nigéria,,,,. En janvier, Spiro conclut un partenariat avec ZOOMe, une entreprise de mobilité électrique au Nigeria.